# سیارک ۳۱۰۹۸
سیارک ۳۱۰۹۸ (به انگلیسی: 31098 Frankhill، نامگذاری:1997LQ2) سی و یک هزار و نود و هشتمین سیارک کشف شده‌است که در ۹ ژوئن ۱۹۹۷ کشف شد.